# Vreni Spoerry

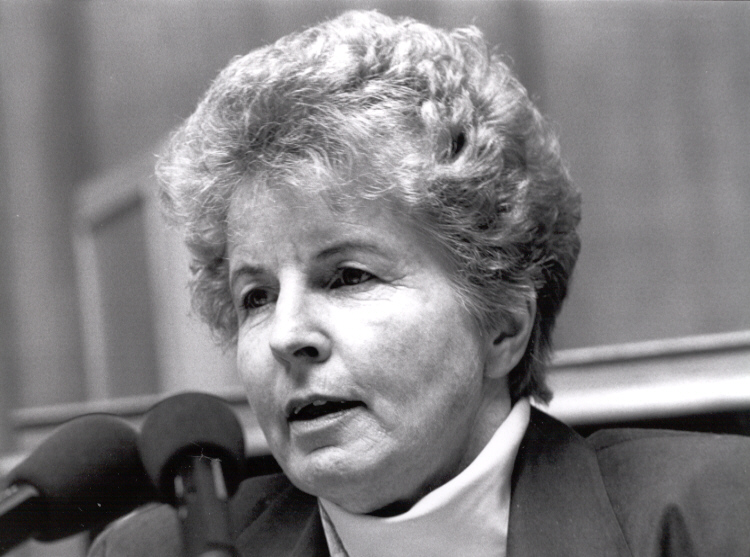
Vreni Spoerry (1994)

Verena «Vreni» Spoerry-Toneatti (* 8. März 1938 in Zürich; † 29. Mai 2025; heimatberechtigt in Fischenthal) war eine Schweizer Politikerin. Sie gehörte der Freisinnig-Demokratischen Partei (FDP) an.

## Biografie
Spoerry wuchs in Rapperswil SG auf. Nach der Handelsmatura studierte sie Rechtswissenschaft und schloss mit dem Lizenziat ab. Sie war verheiratet mit Christoph Spoerry, dem Direktor der Zürcher Ziegeleien, dreifache Mutter und lebte in Horgen. Spoerrys Grossvater war 1870 als 16-Jähriger aus Udine in die Schweiz gekommen, um am Bau des Gotthardtunnels mitzuarbeiten; er gründete später die Baufirma Toneatti.
Spoerry war Präsidentin des Stiftungsrats von «Esprix», einer Stiftung, die unternehmerische Leistungen auszeichnet, sowie Präsidentin des Stiftungsrats der 2023 aufgehobenen Kaspar Spoerry-Stiftung, die sportliche Betätigung von Behinderten förderte. Ausserdem war sie 1992 bis 2004 Präsidentin des Energieforums Schweiz.
Ab 1986 war Spoerry langjährige Verwaltungsrätin bei der Schweizerischen Kreditanstalt (SKA) bzw. der Credit Suisse (CS), von 1986 bis 1996 bei der Zürich Versicherung, von 1992 bis 2004 bei der Nestlé und von 1988 bis 2001 bei der Swissair. Von 1999 bis 2010 war sie Vizepräsidentin des Verwaltungsrats der SV Group. Zudem war sie 1985 bis 2004 Mitglied und Vizepräsidentin der Zürcher Handelskammer.
Sie starb am 29. Mai 2025 im Alter von 87 Jahren.

## Politik

Vreni Spoerry (1987)

Vor ihrer politischen Laufbahn auf nationaler Ebene war Spoerry ab 1974 Mitglied der Rechnungsprüfungskommission von Horgen, Gemeinderätin (1978–1986) von Horgen und Zürcher Kantonsrätin (1979–1983). Von 1983 bis 1996 gehörte sie dem Nationalrat und von 1996 bis 2003 dem Ständerat an.
Im Nationalrat hatte sie Einsitz in der Kommission für Rechtsfragen (1995/96), im Ständerat in der Kommission für soziale Sicherheit und Gesundheit (1997–2003), in der Kommission für Umwelt, Raumplanung und Energie (1996–2003), in der Kommission für Wirtschaft und Abgaben (1996–2003) und in der Staatspolitischen Kommission (1996–1999, Präsidentin 1997–1999).

## Freispruch im Swissair-Prozess
Die Staatsanwaltschaft des Kantons Zürich erhob im März 2006 im Zusammenhang mit dem Swissair-Konkurs Anklage gegen Spoerry und weitere 18 Personen. Sie war Verwaltungsrätin der Fluggesellschaft. Ihr wurde Gläubigerschädigung und mehrfache ungetreue Geschäftsbesorgung vorgeworfen. Sie wurde, wie alle anderen 18 angeklagten Personen, 2007 vom Bezirksgericht Bülach freigesprochen und erhielt eine Prozessentschädigung in der Höhe von 187'829 Franken. Da die Staatsanwaltschaft das Urteil nicht weiterzog, war der Freispruch rechtskräftig. 2019 endete auch das Zivilverfahren. Spoerry hatte freiwillig aus ihrem Privatvermögen eine Million Franken für Swissair-Angestellte in Notlage eingezahlt.